# Joseph Priestley
Joseph Priestley (Birstall Fieldhead, 13. ožujka 1733. – Northumberland, SAD, 6. veljače 1804.), engleski znanstvenik i filozof. Završio teologiju, postao doktorom prava (1765.) i članom Kraljevskoga društva u Londonu (1776.). Od 1794. živio u SAD-u. Pisao pedagoške rasprave te udžbenike iz gramatike, književnosti i povijesti, na primjer Osnove engleske gramatike (eng. The Rudiments of English Grammar, 1761.), kao politolog teoretičar zagovarao individualizam i liberalizam (Esej o prvim načelima vladavine te o naravi političke, građanske i vjerske slobode, eng. An Essay on the First Principles of Government, and on the Nature of Political, Civil and Religious Liberty, 1769.), kao teolog odbijao ideju Trojstva, predestinaciju, doslovno tumačenje Biblije (Povijest iskrivljavanja kršćanstva, eng. History of the Corruptions of Christianity, 1782.). U filozofskim i psihološko-fiziološkim radovima, oslanjajući se na naučavanje D. Hartleya, pomoću kemijskih dokaza svodio predodžbe i asocijacije na određena kretanja u mozgu. Ipak, smatrao je da je najviša inteligencija uredila svijet te je nužno prihvatiti ju. Bio je u vezi s istaknutim znanstvenicima svojega doba (B. Franklin, A. L. da Lavoisier), sam je kao znanstvenik dao najveći doprinos u kemiji. Posvetio se istraživanju plinova (u njegovo su doba bili poznati samo zrak, vodik i ugljikov dioksid) i otkrio klorovodik, dušikove okside, amonijak, sumporov dioksid, silicijev tetrafluorid te 1774. i kisik (neovisno o Scheeleovu otkriću iz 1772.). Otkrio je da je ugljik električni vodič. Branio je flogistonsku teoriju i pošto ju je Lavoisier osporio i srušio upravo na temelju otkrića kisika, koje je omogućilo da se objasni gorenje.

## Djela
- Povijest i sadašnje stanje otkrića u vezi s vidom, svjetlošću i bojama (eng. History and Present State of Discoveries Relating to Vision, Light, and Colours, 1772.)
- Pokusi i zapažanja o različitim vrstama zraka (eng. Experiments and Observations on Different Kinds of Air, I–VI, 1774. – 1786.)
- Hartleyeva teorija o ljudskome mišljenju, na načelu asocijacije ideja (eng. Hartley’s Theory of the Human Mind, on the Principle of the Association of Ideas, 1775.)
- Slobodna rasprava o doktrinama materijalizma (eng. A Free Discussion of the Doctrines of Materialism, 1778.)
- Pisma filozofskomu nevjerniku (eng. Letters to a Philosophical Unbeliever, 1780.).